# Abarema turbinata
Abarema turbinata là một loài rau đậu thuộc họ Fabaceae. Loài này chỉ có ở ven biển Bahia, Brasil.